# Sarcolobus quinquangularis
Sarcolobus quinquangularis är en oleanderväxtart som beskrevs av Rudolf Schlechter. Sarcolobus quinquangularis ingår i släktet Sarcolobus och familjen oleanderväxter. Inga underarter finns listade i Catalogue of Life.